# Герб Генічеського району
Герб  Генічеського району — офіційний символ Генічеського району, затверджений рішенням сесії районної ради.

## Опис
Щит напіврозтятий і перетятий. Перша частина лазурова, друга золота, третя синя. На серцевому щитку, перетятому темно-синім і зеленим, срібний якір; на першій частині золота шестерня, на другій два золотих вигнутих колоски. На нижній частині щита срібний напис «Генічеський район». Щит обрамований декоративним картушем i увінчаний срібною міською короною з трьома вежками.